# San Emilio
San Emilio é um município de  quarta classe de renda municipal (d) na província Ilocos Sul, nas Filipinas. De acordo com o censo de 1 de maio  de  2020 possui uma população de 7 206 pessoas e 1 672 domicílios.